# فرودگاه پیسکو
 فرودگاه پیسکو (به انگلیسی: Piseco Airport) یک فرودگاه همگانی بهره‌برداری هوایی است که یک باند فرود آسفالت دارد و طول باند آن ۹۱۹ متر است. این فرودگاه در کشور ایالات متحده آمریکا قرار دارد و در ارتفاع ۵۱۹ متری از سطح دریا واقع شده است.